# Johann Friedrich Gmelin
Johann Friedrich Gmelin (Tübingen, 1748. augusztus 8. – Göttingen, 1804. november 1.) német természettudós, botanikus, entomológus, herpetológus és a puhatestűek kutatója. Zoológiai szakmunkákban nevének rövidítése: „Gmelin”. Botanikai szakmunkákban nevének rövidítése: „J.F.Gmel.”.

## Élete
Johann Friedrich Gmelin 1748-ban, a Német-római Birodalomhoz tartozó Tübingenben született. Philipp Friedrich Gmelin legidősebb fia volt. Apja tanítása alatt orvosit végzett 1768-ban a Tübingeni Egyetemen. Disszertációjának címe, „Irritabilitatem vegetabilium, in singulis plantarum partibus exploratam ulterioribusque experimentis confirmatam”. E disszertáció védelmében Ferdinand Christoph Oetingernek volt szerepe, emiatt Gmelin hálából a következőt írta neki: „Patrono et praeceptore in aeternum pie devenerando, pro summis in medicina obtinendis honoribus.”.

## Karrierje

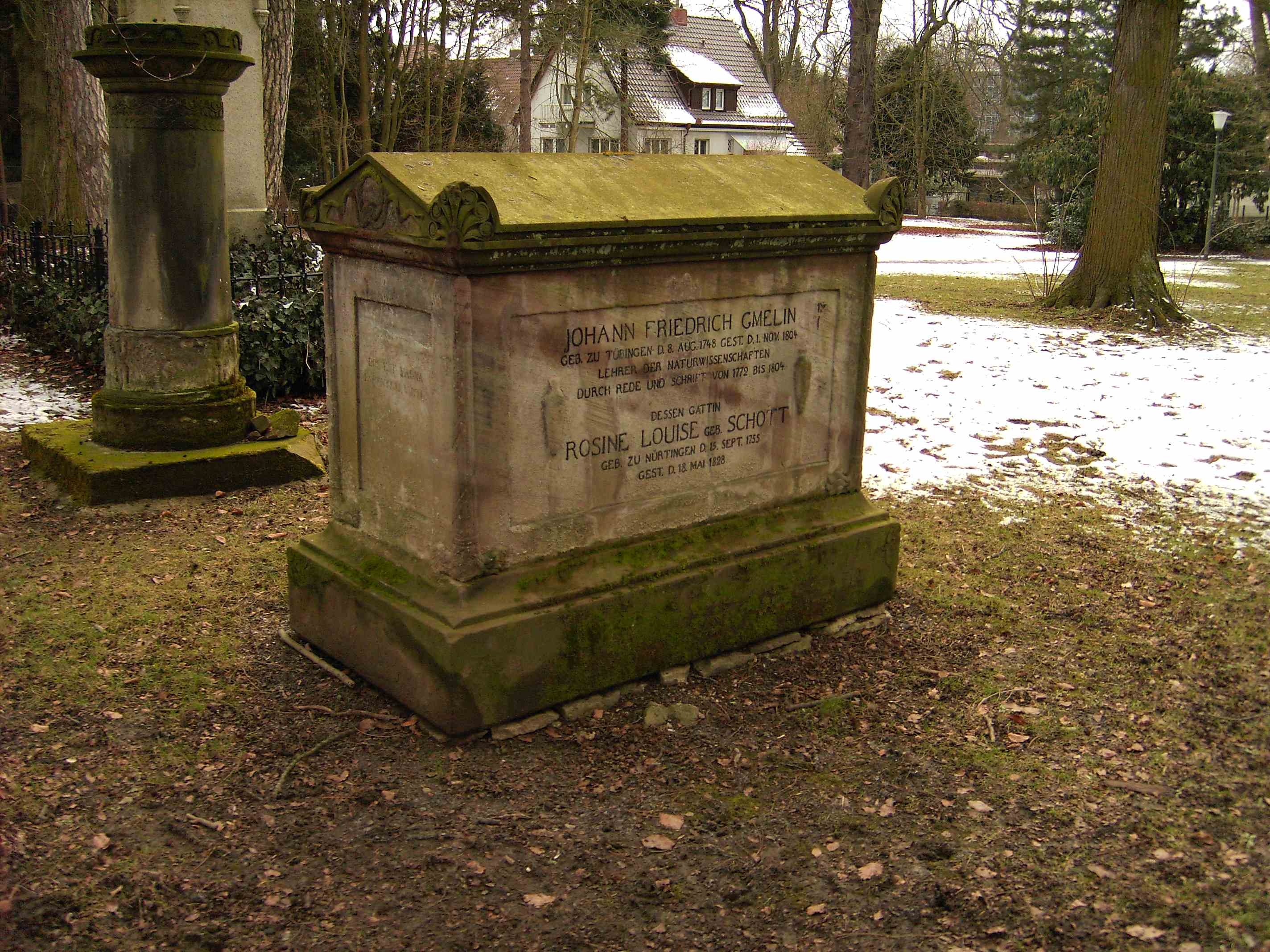
Gmelin sírköve a göttingeni temetőben

1769-ben Gmelin a Tübingeni Egyetem adjunktus professzora lett. 1773-ban a Göttingeni Egyetem adjunktus professzorává, valamint filozófiai professzorává vált. 1774-ben a Leopoldina Német Természettudományos Akadémia tagjává választották. 1778-ban megkapta az egyetemi tanár címet az orvoslásban, kémiában, botanikában és geológiában. 1788-ban megszületett a fia, Leopold Gmelin, akiből vegyész lesz.
Johann Friedrich Gmelin jó néhány könyvet adott ki élete során. A könyvek témája a kémiát, a patikai tudományt, az ásványtant és a botanikát érinti. 1788-ban, a Carl von Linné által elindított „Systema Naturae” című enciklopédia, tizenharmadik kiadásába is belesegített.
1804-ben halt meg Göttingenben.

## Öröksége
Az Artemisia gmelinii nevű ürömfajt róla nevezték el.
Híres tanítványai között szerepelnek: Georg Friedrich Hildebrandt, Friedrich Stromeyer, Carl Friedrich Kielmeyer és Wilhelm August Lampadius, valamint saját fia, Leopold Gmelin.
1789-ben Gmelin fedezte fel a sávos csukát (Esox americanus).
Herpetológusként számos új kétéltű- és hüllőfajt írt le.
Ugyanúgy a puhatestűek kutatójaként számos csigát fedezett fel és írt le.

## Néhány írása
- Gmelin, Johann Friedrich, Ferdinand Christoph Oetinger. Irritabilitatem vegetabilium, in singulis plantarum partibus exploraam ulterioribusque experimentis confirmatam, Thesis Tübingen (1768). OCLC 10717434
- Allgemeine Geschichte der Gifte, Two Volumes, 1776/1777
- Allgemeine Geschichte der Pflanzengifte, 1777
- Allgemeine Geschichte der mineralischen Gifte, 1777
- Einleitung in die Chemie, 1780
- Beyträge zur Geschichte des teutschen Bergbaus, 1783
- Ueber die neuere Entdeckungen in der Lehre von der Luft, und deren Anwendung auf Arzneikunst, 1784
- Grundsätze der technischen Chemie, 1786
- Caroli a Linné systema naturae per regna tria naturae, secundum classes, ordines, genera, species, cum characteribus, differentiis, synonymis, locis ... Editio decima tertia, aucta, reformata. Georg Emanuel Beer, Leipzig 1788–1793.
  - Band 1: Regnum Animale:
    - Teil 1: Mammalia. S. [x.] 1–232, 1788, Online.
    - Teil 2: Aves. S. 233–1032. [1789], Online
    - Teil 3: Amphibia und Pisces. S. 1033–1516, [1789], Online
    - Teil 4: Insecta. S. 1517–2224, [1790], Online
    - Teil 5: Insecta. S. 2225–3020, [1790], Online
    - Teil 6: Vermes. S. 3021–3910, [1791], Online
    - Teil 7: Index. S. 3911–4120. [1792], Online

  - Band 2: Regnum Vegetabile:
    - Teil 1: Regnum Vegetabile. S. 1–884, 1791, Online
    - Teil 2: Regnum Vegetabile. S. 885–1661, [1792], Online

  - Band 3: Regnum Lapideum. S. 1–476, 3 Tafeln, 1793, Online
- Grundriß der Pharmazie, 1792
- Geschichte der Chemie, 1799
- Allgemeine Geschichte der thierischen und mineralischen Gifte, 1806

## Johann Friedrich Gmelin által alkotott és/vagy megnevezett taxonok
Az alábbi linkben megnézhető Johann Friedrich Gmelin taxonjainak egy része.

## Fordítás
- Ez a szócikk részben vagy egészben  a   Johann Friedrich Gmelin című angol Wikipédia-szócikk ezen változatának fordításán alapul.  Az eredeti cikk szerkesztőit annak laptörténete sorolja fel. Ez a jelzés csupán a megfogalmazás eredetét és a szerzői jogokat jelzi, nem szolgál a cikkben szereplő információk forrásmegjelöléseként.